# Moruga kimberleyi
Moruga kimberleyi là một loài nhện trong họ Barychelidae. Loài này phân bố ờ Tây Úc.